# Pizarra interactiva

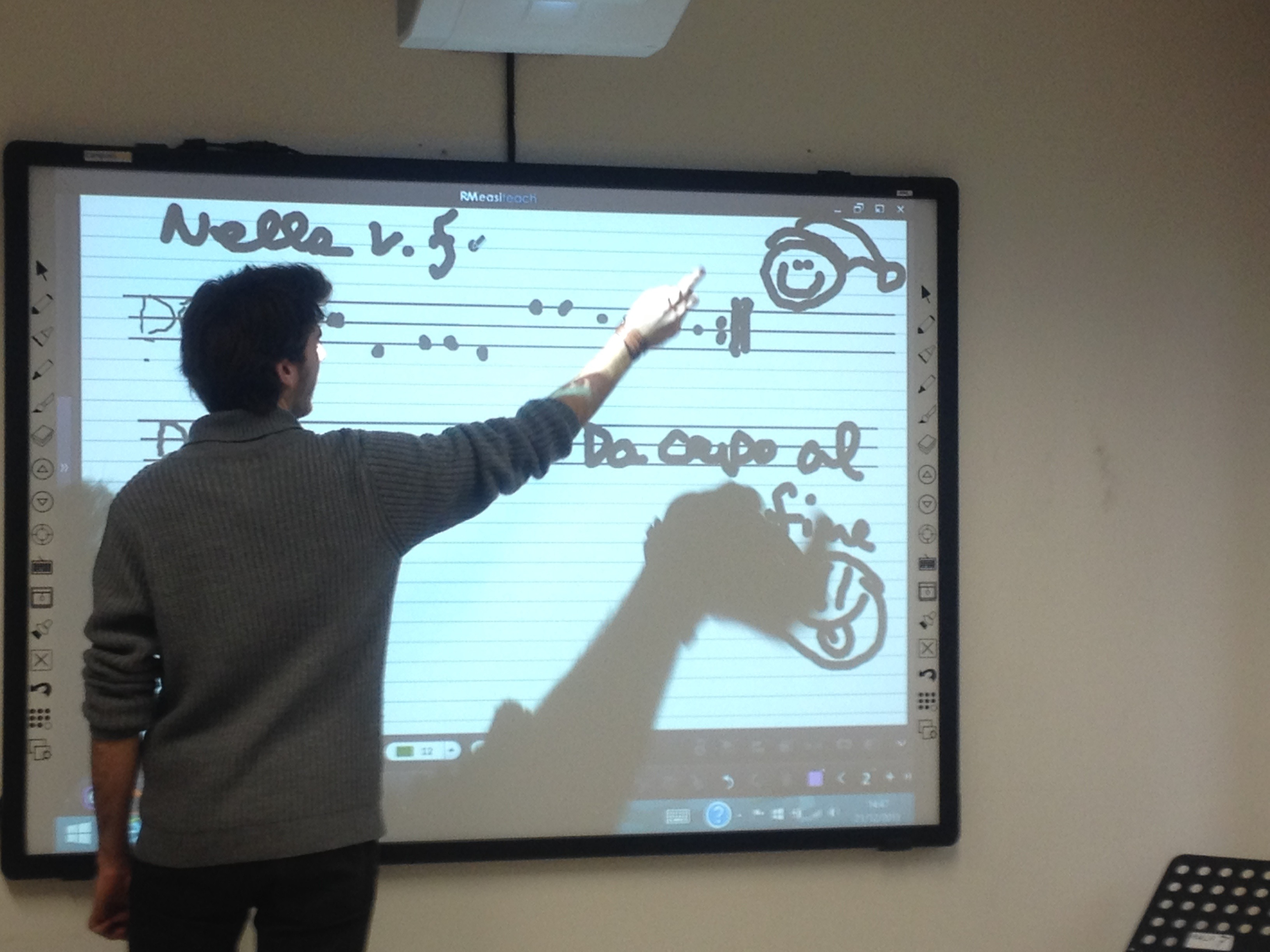
Clase de música utilizando una pizarra interactiva multimedia.

el  (PDI) consiste en un ordenador conectado a un vídeo proyector que muestra la señal de dicho ordenador sobre una superficie lisa y rígida, sensible o no, al tacto, desde la que se puede controlar el ordenador, hacer anotaciones manuscritas sobre cualquier imagen proyectada, así como, también, guardar, imprimir, o enviar las imágenes generadas por correo electrónico y exportarlas en diversos formatos. La principal función de la pizarra es, controlar el ordenador mediante esta superficie con un bolígrafo, con el dedo -en algunos casos- o con otro dispositivo como si se tratara de un ratón. Esta nueva tecnología ofrece la posibilidad de interactuar con la imagen, lo cual representa un cambio en el paradigma de uso de una pizarra.

## Tipos de pizarra interactiva

### Pizarra digital interactiva (PDI)
Es la que permite a la persona que realiza la presentación realizar anotaciones durante la presentación.

### PDIP (pizarra digital interactiva portátil)
Aunque una PDI se puede desplazar de un lugar a otro poniéndole un pedestal con ruedas, se dice que una PDI es portátil cuando:
- Se puede trasladar fácilmente de un lugar a otro.
- Además, se puede impartir la clase desde cualquier lugar del aula y se puede usar cualquier superficie de proyección, aunque sea una pantalla plegable o una pantalla gigante en un auditorio.

En el primer caso estamos ante un accesorio que se suele adherir a una superficie rígida para convertirla en una pizarra interactiva (Ej: eBeam y Mimio). Mientras que en el segundo caso, se trata de una PDIP tipo tableta que se conecta al ordenador sin cables (por RF o Bluetooth) y que en algunos casos, hasta permite que varios alumnos actúen simultáneamente en trabajos en equipo o en competencias). También permite controlar al ordenador y hacer anotaciones desde cualquier lugar del aula. Incluso en este último caso, se puede utilizar un monitor o una televisión plana, eliminando así el vídeo proyector.

### Mesas interactivas
Las mesas interactivas son de especial interés para guarderías infantiles y sección primaria.

### Otras PDI
Aunque no se puede considerar de gran repercusión de momento en el aula, la investigación y la utilización de las PDI va dirigido al uso de pantallas planas táctiles. Actualmente, existen algunas muy interesantes como las de U-Touch o ideas como la de Smart. Este último ha creado un marco receptor que colocado con una pantalla LCD o de plasma, la transforma en interactiva y no se requiere de un proyector.

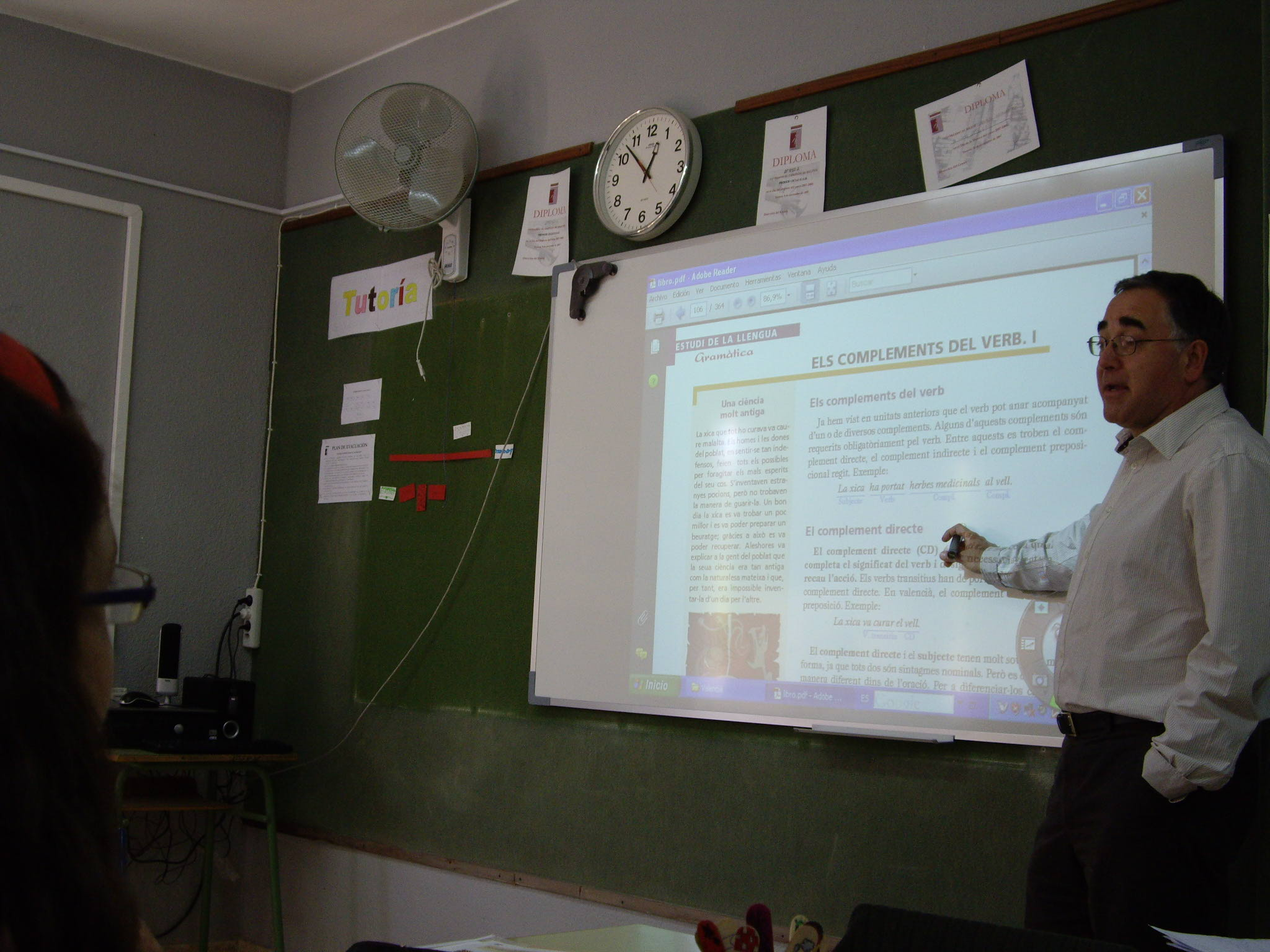
Imagen 2: aplicación real de una tarjeta gráfica.

### Tablet Monitor
En este caso, el periférico, desde el que se realiza el control del ordenador y las anotaciones manuscritas, es un monitor especial (combinación de monitor y tableta) que se puede conectar a cualquier ordenador sea portátil o de sobremesa. En este caso el ordenador se conecta a un video proyector y la imagen de pantalla se proyecta sobre cualquier superficie de proyección. (Nota: Es diferente a una Tablet-PC).

## Ventajas
La PDI tiene la ventaja que se escribe directamente sobre la propia pizarra, de la misma forma, que se hace sobre cualquier pizarra convencional, lo que la hace especialmente sencilla de utilizar por un profesor desde el primer minuto.
La PDIP tiene la ventaja de que se puede trasladar a cualquier lugar, con lo que, sin necesidad de vídeo proyector, un profesor puede preparar los ejercicios interactivos en su despacho o en su casa y luego utilizarlos en clase, así como realizar clases a distancia, en tiempo real, a través de Internet, sin necesidad de vídeo-proyector. Otra ventaja es para personas con dificultades motrices, dado que pueden controlar cualquier aplicación de ordenador y hacer las anotaciones desde su propio asiento.
Con la Tablet Monitor es muy sencillo hacer presentaciones en una Sala de Actos, en la que la pantalla de proyección puede ser gigante, porque las anotaciones se hacen a escala 1:1 en la Tablet Monitor y la audiencia las verá a gran tamaño en la gran pantalla. Otra ventaja es para personas con dificultades visuales.

## Tecnología
Las pizarras digitales interactivas pueden utilizar una de las diferentes tecnologías: 

### Electromagnética
Se utiliza un lápiz especial como puntero,combinado con una malla contenida en toda la superficie de proyección. Dicha malla detecta la señal del lápiz en toda la pantalla con muy alta precisión (una pizarra electromagnética tiene, en una pulgada, la misma resolución que una táctil de 77" en toda la superficie) y envía un mensaje al ordenador cuando se pulsa la con la punta del lápiz. Esta detección del campo electromagnético emitido por el puntero permite la localización del punto señalado.

### Infrarroja
El marcador emite una señal infrarroja pura al entrar en contacto con la superficie. Un receptor ubicado a cierta distancia, traduce la ubicación del punto (o los puntos) infrarrojos a coordenadas cartesianas, las que son usadas para ubicar el ratón (o las señales TUIO en el caso de las multitáctiles). Esta tecnología no requiere pegar sensores especiales, ni soportes o superficies sensibles. Tampoco, limita el área de proyección pudiendo ser, incluso, de varios metros cuadrados. Es común denominar a este tipo de pizarras, Proyección interactiva, ya que la superficie en la cual se proyecta pasa a ser la pizarra.

### Ultrasonidos–Infrarroja
Cuando el marcador entra en contacto con la superficie de la pizarra, este envía simultáneamente una señal por ultrasonidos y otra de tipo infrarrojo para el sincronismo. Dos receptores que se colocan en dos lados de la superficie de proyección reciben las señales y calculan la posición del puntero, para proyectar en ese punto lo que envía el puntero. Esta tecnología permite que las pizarras sean de cualquier material (siempre y cuando sea blanca y lisa para una correcta proyección).

### Resistiva
El panel de la pizarra está formado por dos capas separadas, la exterior es deformable al tacto. La presión aplicada facilita el contacto entre las láminas exteriores e interiores, provocando una variación de la resistencia eléctrica y nos permite localizar el punto señalado.

### Óptica
El perímetro del área interactiva de la pizarra está cubierto por barras de luz infrarroja y, en la parte superior, en cada lado, se encuentran dos cámaras infrarrojas que están controlando que no se rompa la línea de vista entre las cámaras y las barras infrarrojas. En el momento en que el usuario presiona sobre alguna zona del área interactiva, el sistema calcula el área donde se ha distorsionado la señal y calcula la posición (x,y) en un plano cartesiano sobre el punto donde se presionó. Cabe hacer mención que no es necesario que exista una presión determinada ya que la interacción es óptica, por lo que inclusive se pueden utilizar objetos como pelotas de esponja tiradas por los alumnos para activar el campo.

### Visión Artificial
Solo necesita una cámara conectada a la computadora y omite todos los componentes extra conocidos, se basa en Inteligencia Artificial y en lugar de usar punteros Infrarrojos o similares solo necesita un puntero hecho de papel de colores para la versión gratuita y en la versión de pago puede usar como puntero las manos. Al igual que la técnica usada en otras pizarras calcula posiciones (x,y) respecto a la superficie donde se proyecta y las usa en la computadora para controlar el mouse. Siendo de creación nueva en Octubre 2022 se conoce como Pizarra Interactiva Artificial.

## Elementos
Una pizarra interactiva debe incluir como mínimo los siguientes elementos: 
- Ordenador multimedios (portátil o sobre mesa) dotado de los elementos básicos. Este ordenador debe ser capaz de reproducir toda la información multimedia almacenada en disco. El sistema operativo del ordenador tiene que ser compatible con el software de la pizarra proporcionado.

- Proyector, con objeto de ver la imagen del ordenador sobre la pizarra. Hay que prever una luminosidad y resolución suficiente (Mínimo 2000 Lumen ANSI y 1024x768). El proyector conviene colocarlo en el techo y a una distancia de la pizarra que permita obtener una imagen luminosa de gran tamaño.

- Medio de conexión, a través del cual se comunican el ordenador y la pizarra. Existen conexiones a través de Bluetooth, cable (USB, paralelo) o conexiones basadas en tecnologías de identificación por radiofrecuencia.

- Pantalla interactiva, sobre la que se proyecta la imagen del ordenador y que se controla mediante un puntero o incluso con el dedo. Tanto los profesores como los alumnos tienen a su disposición un sistema capaz de visualizar e, incluso, interactuar sobre cualquier tipo de documentos, Internet o cualquier información de la que se disponga en diferentes formatos, como pueden ser las presentaciones multimedia, documentos de disco o vídeos.
- Software de la pizarra interactiva, proporcionada por el fabricante o distribuidor y que generalmente permite: gestionar la pizarra, capturar imágenes y pantallas, disponer de plantillas, de diversos recursos educativos, de herramientas tipo ampliar, convertir texto manual a texto impreso y de reconocimiento de escritura, entre otras.

Señalar que la adquisición de una pizarra interactiva incluye la pantalla, los elementos para interactuar con ella (rotuladores, borradores, etc.), el software asociado y todo el cableado correspondiente. A esto hay que añadir el proyector, el ordenador así como los periféricos y accesorios que se consideren necesarios.
```
los amo.
```

## Funcionamiento
Presentamos una pequeña explicación del funcionamiento de una PDI
1. La pizarra transmite al ordenador las instrucciones correspondientes.
2. El ordenador envía al proyector de vídeo las instrucciones y la visualización normal.
3. El proyector de vídeo proyecta sobre la pizarra el resultado, lo que permite a la persona que maneja el equipo ver en tiempo real lo que hace sobre la pizarra y cómo lo interpreta el ordenador.

## Características
Los parámetros que caracterizan una pizarra interactiva pueden resumirse en los siguientes puntos:
- Resolución, Podemos definir resolución como el cambio más pequeño en un valor medido que el instrumento puede detectar. A la resolución también se le conoce como sensibilidad. Es importante diferenciar entre resolución de pantalla, que viene dada por la capacidad gráfica del ordenador y la resolución nativa del vídeo proyector (reflejada en píxeles por pulgada), y la resolución de toque o sensibilidad de la pizarra ante el toque del usuario unida al número de puntos de toque en su superficie. La resolución de toque (precisión posicional) en una pizarra digital suele estar entre los 5mm y los 0,5 mm del tamaño de punto y el área de toque entre 2000 x 2000 puntos de toque a ilimitados puntos de toque en la superficie (subpixel). Existe un test de resolución de toque para Windows 7 (Windows Touch Resolution Test)  que se puede aplicar a una pizarra bajo este sistema operativo.*
- Tiempo de respuesta, Es el tiempo que tarda la pizarra en enviar la información de toque al ordenador. Se expresa en milisegundos.  Este tiempo varía entre uno y quince milisegundos.
- Superficie o área activa, es al área de dibujo de la pizarra interactiva, donde se detectan las herramientas de trabajo. Esta superficie no debe producir reflejos y debe ser fácil de limpiar.
- Conexiones, las pizarras interactivas presentan los siguientes tipos de conexiones: cable (USB, serie), cable RJ45 (o de red) conexión sin cables (Bluetooth) o conexiones basadas en tecnologías de identificación por radiofrecuencia.
- Punteros, dependiendo del tipo de pizarra utilizado, se puede escribir directamente con el dedo, con lápices electrónicos que proporcionan una funcionalidad similar a los ratones (disponen de botones que simulan las funciones de los botones izquierdo y derecho del ratón y de doble clic) o incluso con rotuladores de borrado en seco.
- Software, las pizarras disponen de un software compatible con Windows 98, 2000, NT, ME, XP, Vista, V7; Linux(según modelo) y Mac (según modelo). Debería[cita requerida] contemplar alguna o todas de las siguientes opciones: 
  - Reconocimiento de escritura manual y teclado en la pantalla.
  - Biblioteca de imágenes y plantilla:
  - Herramientas pedagógicas como, regla y transportador de ángulos, librerías de imágenes de Matemáticas, Física, Química, Geografía, Música, etc.
  - Capacidad para importar y salvar al menos en algunos de los siguientes formatos: JPG, BMP, GIF, HTML, PDF, PowerPoint...
  - Capacidad de importar y exportar en el formato: IWB, formato común a todas las pizarras digitales
  - Recursos didácticos en diversas áreas con distintos formatos (HTML, Flash, …)
  - Capacidad para crear recursos.
  - Integración con aplicaciones externas.

## Equipos asociados
Existe una variedad de accesorios disponibles para pizarras interactivas:
- Soporte móvil: Permite mover la pizarra de una clase a otra. Muchos de ellos regulan la altura también.
- Sistema de respuesta personal: Permite a los estudiantes responder a las pruebas planteadas en la pizarra y participar en encuestas y sondeos.
- Impresora: Permite imprimir las notas tomadas en la pizarra interactiva.
- Mando a distancia: Permite controlar la pizarra desde diferentes lugares de la clase y elimina la barra de herramientas de la pantalla.
- Tableta: Permite a los estudiantes tomar el control de la pizarra.
- Unidad inalámbrica: Permite hacer funcionar la pizarra sin cables conectados al ordenador (con Bluetooth, por ejemplo)

## Beneficios

### Para los docentes
- Recurso flexible y adaptable a diferentes estrategias docentes: 
  - El recurso se acomoda a diferentes modos de enseñanza, reforzando las estrategias de enseñanza con la clase completa, pero sirviendo como adecuada combinación con el trabajo individual y grupal de los estudiantes.
  - La pizarra interactiva es un instrumento perfecto para el educador constructivista ya que es un dispositivo que favorece el pensamiento crítico de los alumnos. El uso creativo de la pizarra sólo está limitado por la imaginación del docente y de los alumnos.
  - La pizarra fomenta la flexibilidad y la espontaneidad de los docentes, ya que estos pueden realizar anotaciones directamente en los recursos web utilizando marcadores de diferentes colores.
  - La pizarra interactiva es un excelente recurso para su utilización en sistemas de videoconferencia, favoreciendo el aprendizaje colaborativo a través de herramientas de comunicación:
  - Posibilidad de acceso a una tecnología TIC atractiva y sencillo uso.
  - La pizarra interactiva es un recurso que despierta el interés de los profesores a utilizar nuevas estrategias pedagógicas y a utilizar más intensamente las TIC, animando al desarrollo profesional.
  - El docente se enfrenta a una tecnología sencilla, especialmente si se la compara con el hecho de utilizar ordenadores para toda la clase.

- Interés por la innovación y el desarrollo profesional:
  - La pizarra interactiva favorece el interés de los docentes por la innovación y al desarrollo profesional y hacia el cambio pedagógico que puede suponer la utilización de una tecnología que inicialmente encaja con los modelos tradicionales, y que resulta fácil al uso.
  - El profesor se puede concentrar más en observar a sus alumnos y atender sus preguntas (no está mirando la pantalla del ordenador)
  - Aumenta la motivación del profesor: dispone de más recursos, obtiene una respuesta positiva de los estudiantes...
  - El profesor puede preparar clases mucho más atractivas y documentadas. Los materiales que vaya creando los puede ir adaptando y reutilizar cada año.

- Ahorro de tiempo: 
  - La pizarra ofrece al docente la posibilidad de grabación, impresión y reutilización de la clase reduciendo así el esfuerzo invertido y facilitando la revisión de lo impartido.
  - Generalmente, el software asociado a la pizarra posibilita el acceso a gráficos, diagramas y plantillas, lo que permiten preparar las clases de forma más sencilla y eficiente, guardarlas y reutilizarlas.

### Para los alumnos
- Aumento de la motivación y del aprendizaje: 
  - Incremento de la motivación e interés de los alumnos gracias a la posibilidad de disfrutar de clases más llamativas llenas de color en las que se favorece el trabajo colaborativo, los debates y la presentación de trabajos de forma vistosa a sus compañeros, favoreciendo la auto confianza y el desarrollo de habilidades sociales.
  - La utilización de pizarras digitales facilita la comprensión, especialmente en el caso de conceptos complejos dada la potencia para reforzar las explicaciones utilizando vídeos, simulaciones e imágenes con las que es posible interaccionar.
  - Los alumnos pueden repasar los conceptos dado que la clase o parte de las explicaciones han podido ser enviadas por correo a los alumnos por parte del docente.
  - Los alumnos procedentes de países lejanos tienen un nuevo recurso que les permite explicar mejor sus costumbres, tradiciones y patrimonio cultural.

- Acercamiento de las TIC a alumnos con discapacidad:
  - Los estudiantes con dificultades visuales se beneficiarán de la posibilidad del aumento del tamaño de los textos e imágenes, así como de las posibilidades de manipular objetos y símbolos.
  - Los alumnos con discapacidad auditiva se verán favorecidos gracias a la posibilidad de utilización de presentaciones visuales o del uso de la lengua de signos de forma simultánea.
  - Los estudiantes con problemas cinestésicos, ejercicios que implican el contacto con las pizarras interactivas.
  - Los estudiantes con otros tipos de necesidades educativas especiales, tales como alumnos con problemas severos de comportamiento y de atención, se verán favorecidos por disponer de una superficie interactiva de gran tamaño sensible a un lápiz electrónico o incluso al dedo(en el caso de la pizarra táctil).